# ヴィオラ郡区 (アイオワ州オーデュボン郡)
ヴィオラ郡区 (Viola Township) は、アメリカ合衆国アイオワ州オーデュボン郡にある12の郡区の一つである。2000年の国勢調査で、人口は196人だった。

## 地理
ヴィオラ郡区は91.5平方キロメートル（35.34平方マイル）で、基礎自治体は存在しない。アメリカ地質調査所によると、この郡区はViola Centerの霊園1箇所が含まれている。